# Caparić
Caparić (Servisch cyrillisch Цапарић) is een plaats in de Servische gemeente Ljubovija. De plaats telt 448 inwoners (2002).